# Cara Hope

b Matchs officiels uniquement.
Cara Hope, née le 24 novembre 1993, est une joueuse internationale galloise de rugby à XV évoluant au poste de pilier.

## Biographie
Cara Hope naît le 24 novembre 1993. En 2022 elle joue en club avec le Gloucester-Hartpury RFC. Elle compte 21 sélections en équipe du pays de Galles quand elle est retenue en septembre 2022 pour disputer sous les couleurs de son pays la Coupe du monde en Nouvelle-Zélande.